# Ascorhynchus tuberosus
Ascorhynchus tuberosus là một loài nhện biển trong họ Ascorhynchidae. Loài này thuộc chi Ascorhynchus. Ascorhynchus tuberosus được miêu tả khoa học năm 1962 bởi Utinomi.